# Булозна епидермолиза
Булозна епидермолиза је ретко обољење коже и слузнице, где оштећења настају чак и при слабом додиру или притиску. Оштећења су слична опекотинама, али са стварањем великих површина пликова и рана.

## Узрок
Кожа се састоји од три главна слоја, а то су епидермис, дермис и хиподермис. Код здравих су особа везивни протеини, кератин и колаген, одговорни за повезивање свих ћелија и слојева у кожи. Ти протеини организују се у мреже пружајући снагу, еластичност и потпору епидермису. Мутација у гену који кодира за кератин или колаген доводи до стварања протеина који се не могу груписати у мреже и тако ћелије коже постају осетљиве и подложне раздвајању. Ова болест може бити наследна или стечена током живота. Такође, булозна епидермолиза се може развити и код мутације гена која се јавља у тренутку формирања јајашца или сперматозоида код родитеља. Ни пол ни редослед рађања деце не утичу на могућност развоја ЕБ код детета.

## Типови болести
Основни типови булозне епидермолизе дефинишу се према слоју коже који се одваја, а који уједно чини и нормалан градивни део коже:
1. неожиљна или симплекс (покожица)
2. јункцијска или атрофична (кожа)
3. дистрофична или ожиљна булозна епидермолиза (поткожно ткиво)

У оквиру ове поделе, до данас је регистровано преко 20 подтипова булозне епидермолизе, који се разликују према клиничкој слици, морфолошким променама или начину наслеђивања. Сваки подтип има своје карактеристичне симптоме, који варирају од релативно благих до тешких и онеспособљавајућих, чак и са фаталним исходим. Све болести које припадају наследним булозним епидермолизама настају због урођеног недостатка различитих протеина у кожи, који су одговорни за повезивање различитих слојева и ћелија у кожи. Због промене количине и/или квалитета (структуре) појединих протеина долази до одвајања различитих слојева у кожи и слузокожама. 

## Симптоми
Булозне епидермолизе изазивају појаву пликова и рана на кожи и слузокожи. Они могу бити ограничени на неке делове тела, као што су шаке, стопала, колена и или лактови, а могу да захватају и много веће површине на телу. Код блажих облика болести, ране зарастају нормално, без трајних оштећења коже, али код тежих форми зарастање рана праћено је ожиљцима и трајним оштећењима, као што су срастање прстију на рукама и ногама и смањење покретљивости зглобова, што све за последицу може имати отежано кретање. Пликови и ране могу се јављати на слузокожи уста и органа за варење. Нелагодност при храњењу, отежано отварање уста и гутање хране су честе пропратне компликације. Заједно са осталим проблемима, отежана исхрана обично доводи до озбиљне неухрањености и анемије. Булозна епидермолиза значи живот у боловима, физичку ометеност и често кратак животни век. Оболеле особе чешће обољевају од смртоносних облика рака коже. Због свега тога, булозна епидермолиза захтева присуство и интервенције већег броја стручњака.

## Генетичко наслеђивање булозне епидермолизе
Болест се може наследити доминантно или рецесивно.

### Доминантно наслеђивање
Аутономни доминантни начин наслеђивања болести значи да један родитељ пати од исте болести, а изгледа да ће је и дете наследити 50% у свакој трудноћи.

### Рецесивно наслеђивање
Ако родитељи не показују симптоме болести, то не значи да не носе гене за њу. У том случају наслеђивање је аутономно рецесивно и шанса за наслеђивање је 25% у свакој трудноћи, ако је један родитељ носилац гена. 

### Мутација гена
Болест може настати и мутацијом гена приликом стварања мушких и женских полних станица. Такав начин настајања болести не може се предвидети. Болест се појављује код свих раса, етничких група оба пола. Данас постоје пренаталне дијагнозе које помоћу родитељског наслеђа утврђују колика је шанса да и дете буде наследник.

## Преносивост
Булозна епидермолиза није заразна и не може се добити у контакту са оболелом особом. Она се искључиво наслеђује од родитеља и не постоји ни једна активност у којој особа са овом болешћу, одрасла или дете, може представљати опасност по друге људе. Напротив, због великог броја рана, оболели од ЕБ су непрекидно изложени могућим инфекцијама, могу се лако повредити у различитим ситуацијама које су за друге људе безбедне.

## Лечење Булозне епидермолизе
У овом тренутку не постоји званична терапија за ЕБ, али је у току неколико истраживања у великим светским медицинским центрима. Особе са ЕБ се лече симптоматски, у смислу да се редовно превијају, одржавају хигијену тела, вежбају, правилно се хране и на уобичајени начин лече болести које нису директно повезане са ЕБ.